# 梅山铁矿

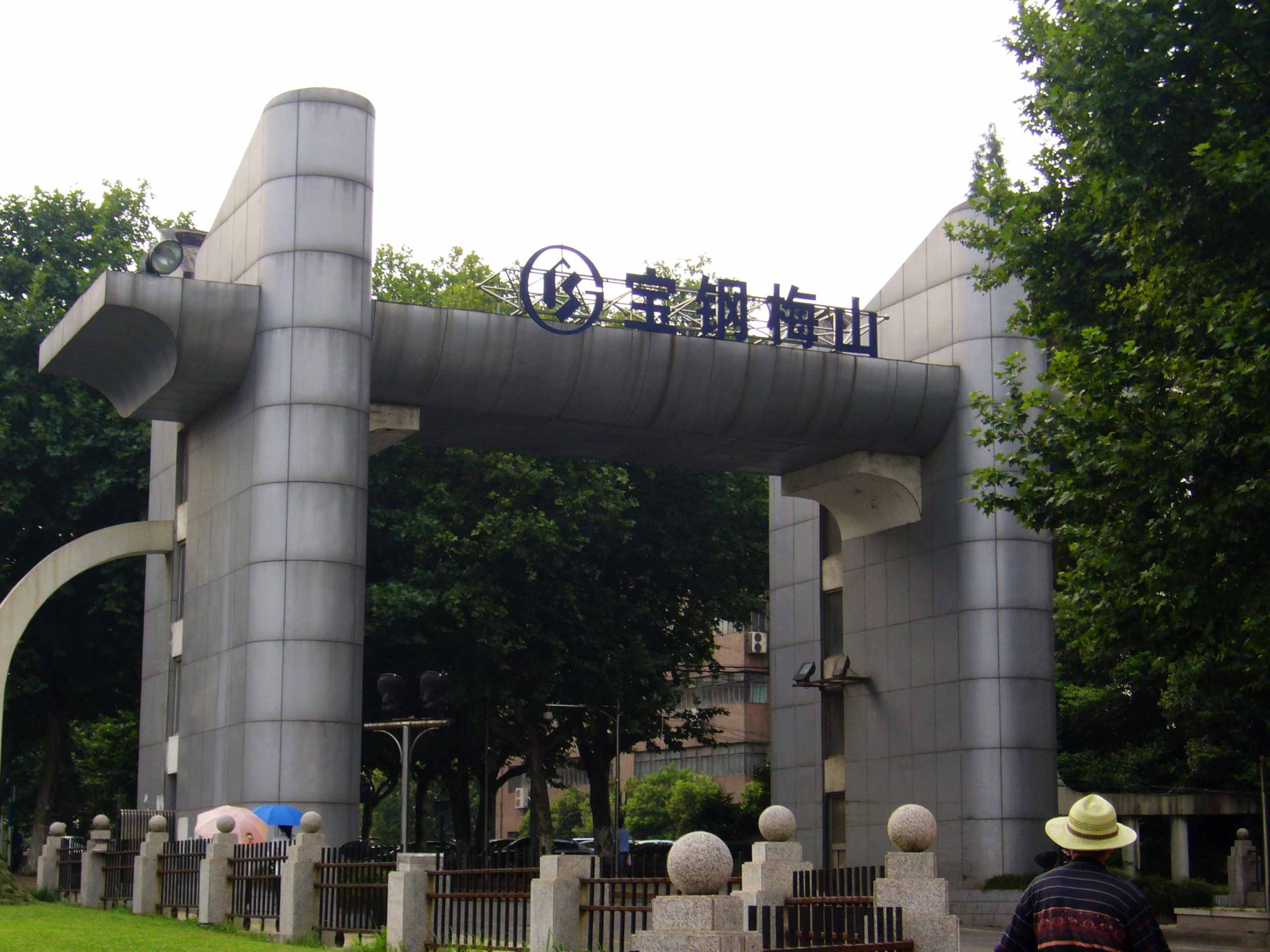
2010年时，梅山铁矿的所有者——南京宝钢梅山钢铁公司的大门，在今梅山街道。

梅山铁矿位于江苏省南京市雨花台区西善桥街道，是中国最大的地下铁矿，归于梅山矿业公司。梅山铁矿及母公司所在地——今梅山街道由于曾长期归上海管辖，成为一块准飞地。而铁矿职工大都来自上海，此地亦有“小上海”之称。
铁矿是中国政府为解决上海钢厂生铁供应不足，于1960年代在南京开始建设的铁矿石开采基地。由冶金部鞍山设计研究院设计，1965年开始建设。1969年4月24日，成立梅山工程指挥部。故又称“九四二四工厂”。1975年投产，1980年增建选矿厂。1986年开始延深工程，1993年竣工。1993年，产量达一期核定的规模200万t/a。二期扩建工程的目标，将产量提升至400万t/a。2000年时，产铁精矿170万t。所建工厂历经演变，2000年时为宝钢集团上海梅山公司的全资子公司——梅山矿业公司。
梅山铁矿曾为南京提供了2/3的生活煤气供应。2014年时，即有上级公司——上海梅山钢铁股份有限公司（简称梅山钢铁、梅钢）搬迁的消息。最终，2018年11月30日晚间，宝钢股份发布公告，中国宝武集团在当天与江苏省人民政府、南京市人民政府、盐城市人民政府签订《战略合作协议》，推动钢铁产业向江苏沿海转移。争取在2023年前关停梅山铁矿，2028年前，将钢铁冶炼产能迁出南京。